# باشگاه فوتبال ویتا کلوب
باشگاه فوتبال ویتا (انگلیسی: AS Vita Club)، یک باشگاه فوتبال است که در شهر کینشاسا کشور جمهوری دموکراتیک کنگو پایه‌گذاری شده‌است.